# Vadsø
Vadsø é uma comuna e uma cidade portuária no norte da Noruega, capital do condado de Finnmark, com 1 259 km² de área e 6 186 habitantes (censo de 2004).         
Fica situada nas margens do fiorde de Varanger, é porto pesqueiro e comercial.